# ماهی تندابه

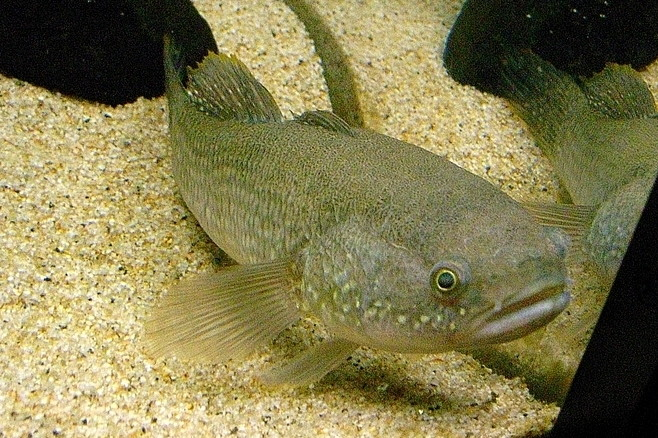
ماهی تندابه گِلی، Ophieleotris aporos

ماهی تُندابه نامی عمومی است برای انواع ماهی‌های کوچک آب شیرین از سه خانواده کپورماهیان، گاوماهیان خواب‌آلود و تیرماهیان. بیشتر ماهیان تندابه بدنی کشیده و طویل دارند و در کف بخش‌های جریان تند رودخانه‌ها (تندابه رودخانه‌ها) زندگی می‌کنند.

## نگارخانه

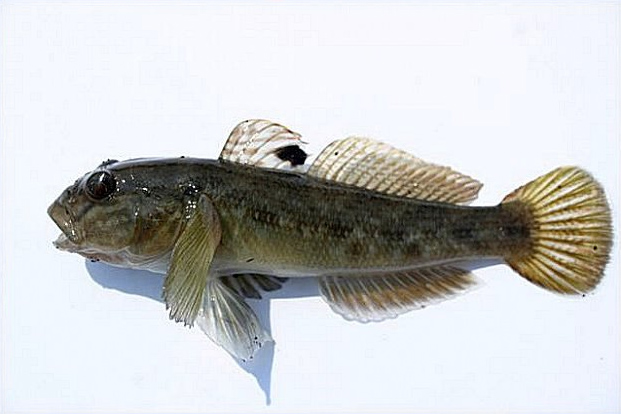
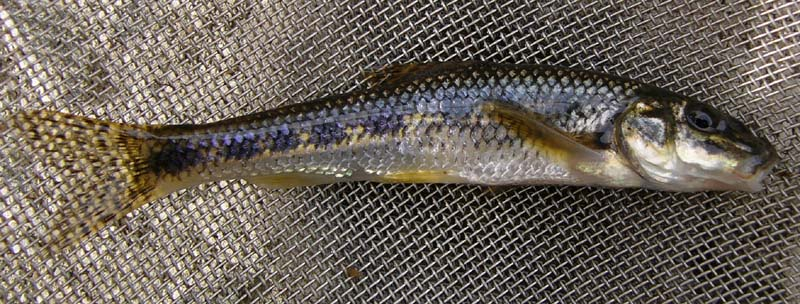
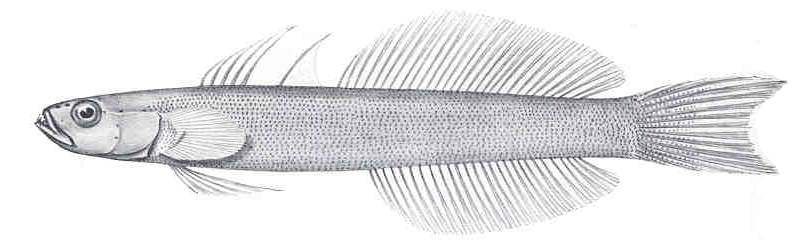